# Cantón de Herbault
El cantón de Herbault era una división administrativa francesa, que estaba situada en el departamento de Loir y Cher y la región de Centro-Valle de Loira.

## Composición
El cantón estaba formado por veintiún comunas:
- Averdon
- Chambon-sur-Cisse
- Champigny-en-Beauce
- Chouzy-sur-Cisse
- Coulanges
- Françay
- Herbault
- La Chapelle-Vendômoise
- Lancôme
- Landes-le-Gaulois
- Mesland
- Molineuf
- Monteaux
- Onzain
- Orchaise
- Saint-Cyr-du-Gault
- Saint-Étienne-des-Guérets
- Santenay
- Seillac
- Veuves
- Villefrancœur

## Supresión del cantón de Herbault
En aplicación del Decreto n.º 2014-213 de 21 de febrero de 2014, el cantón de Herbault fue suprimido el 22 de marzo de 2015 y sus 21 comunas pasaron a formar parte del nuevo cantón de Onzain.